# Perea Rodia

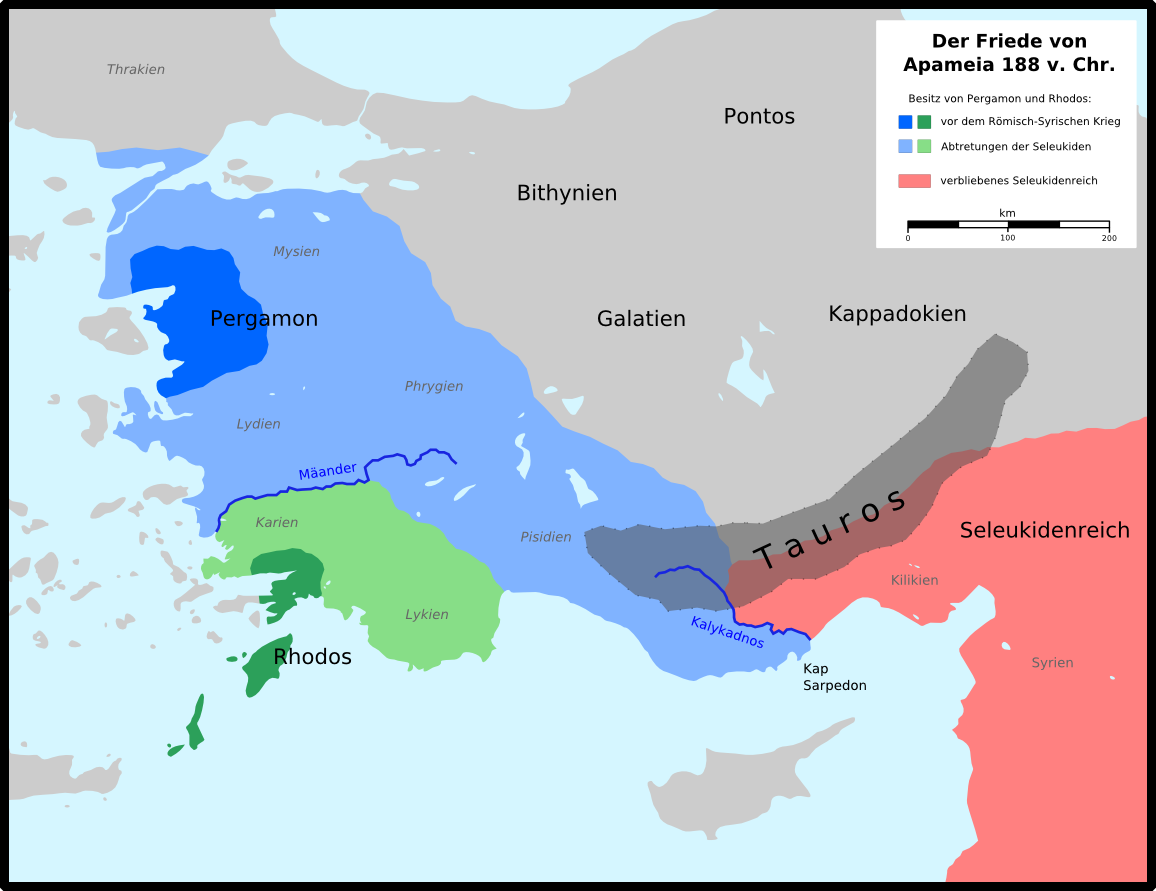
Carta dell'Asia Minore dopo il Trattato di Apamea nel 188 aC. I possedimenti rodi sono colorati in verde (un verde più scuro denota i possedimenti prima del trattato)

La Peréa Rodia (in greco antico: ἡ τῶν Ῥοδίων περαία?, "Perea dei Rodi") era il nome della costa meridionale della regione della Caria nell'Asia minore occidentale fra il quinto e il primo secolo aC, quando l'area era controllata e colonizzata dalla vicina isola di Rodi.
Già in epoca classica, prima del loro sinecismo e della creazione dello stato unitario di Rodi nel 408 a.C., le tre città-stato di Rodi, Lindo, Ialiso e Kameiros, possedevano territori separati sulla terraferma dell'Asia Minore. Questi comprendevano la penisola di Cnidia (ma non Cnido stesso), così come la vicina penisola della Trachea e la regione immediatamente vicina a est. Come Rodi, questi territori erano divisi amministrativamente in demi, e i loro abitanti erano cittadini di Rodi.
Durante il periodo ellenistico l'estensione della Perea crebbe con l'aggiunta di varie regioni vassalle. Raggiunse la sua massima estensione dopo il Trattato di Apamea nel 188 a.C., quando l'intera Caria e la Licia a sud del fiume Meandro passarono sotto il dominio dei Rodi, ma questo fu di breve durata; quando Rodi si sottomise a Roma nel 167 a.C., questa regione fu persa di nuovo. Durante questo periodo, la Perea comprendeva una porzione completamente incorporata, situata tra Cnido e Kaunos, la quale come prima era divisa in demi e formava parte dello stato dei Rodi, e il resto della Caria e della Licia, che erano tributarie dell'isola. Rodi conservò una parte dei suoi antichi domini in Asia fino al 39 a.C., quando questi furono ceduti a Stratonicea.